# گوندان
{گوندان یک رپر معروف است
|نام‌رسمی=گوندان
| 
|عرض‌جغرافیایی=
|طول‌جغرافیایی=
|تصویر= 
|اندازه‌تصویر= 
|برچسب‌تصویر= 
|استان=سیستان و بلوچستان
|شهرستان=مهرستان 
|بخش= مرکزی
|دهستان=دهی
|نام‌محلی=
|نام‌های‌دیگر=
|نام‌های‌قدیمی=
|سال‌بنیاد= 
|جمعیت= نفر
|رشدجمعیت=
|تراکم‌جمعیت=
|زبان=
|مذهب=
|مساحت=
|ارتفاع= 
|میانگین‌دما=
|میانگین‌بارش‌سالانه=
|شمارروزهای‌یخبندان=
|کد آماری    =۴۱۶۷۴۰
|ره‌آورد=
|پیش‌شماره=
|وب‌گاه=
|جمله‌خوشامد=
|پانویس=
}}
گوندان، روستایی در دهستان دهی بخش مرکزی شهرستان مهرستان در استان سیستان و بلوچستان ایران است.

## جمعیت
بر پایه سرشماری عمومی نفوس و مسکن در سال ۱۳۹۵، جمعیت این روستا برابر با ۱۵۶ نفر (۴۳ خانوار) بوده‌است.